# Classe Gerald R. Ford
La classe Gerald R. Ford est la dernière génération de porte-avions à propulsion nucléaire (CVN) de l'US Navy. 
Cette nouvelle classe est issue du programme de porte-avions CVNX (« X » signifiant « en développement »), lui-même renommé CVN-21 (21 n'est pas un numéro de coque, mais signifie navire du XXIe siècle).
Le premier bâtiment de cette classe est l'USS Gerald R. Ford (CVN-78). Cette classe utilise le même dessin de coque que la classe Nimitz.

## Caractéristiques

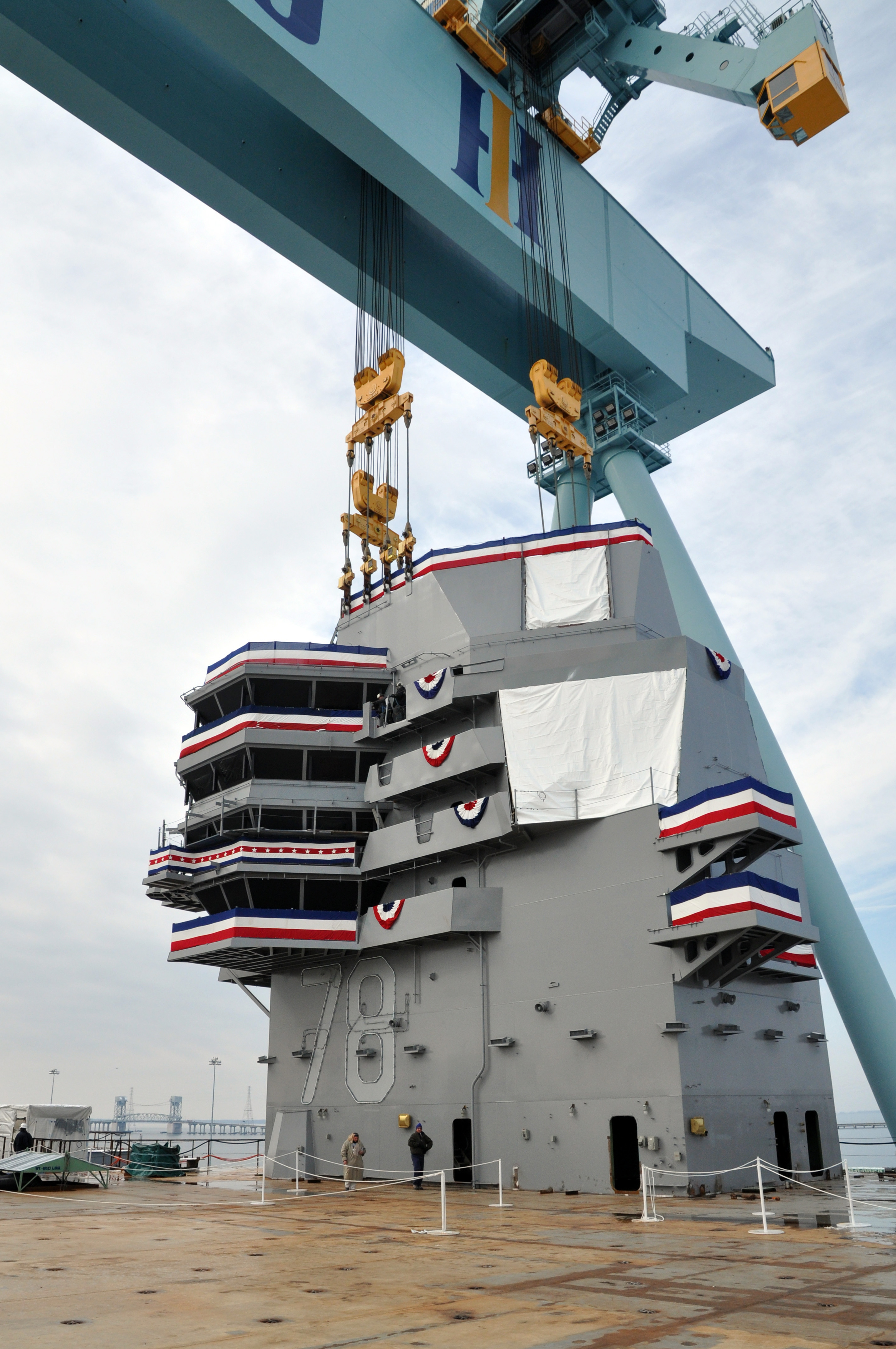
Installation de l'îlot de 555 t. de lUSS Gerald R. Ford (CVN-78), le 26 janvier 2013.

Selon un rapport du département de la Défense des États-Unis de décembre 2011, le coût combiné des trois porte-avions alors prévus à cette date est de 42,5 milliards de dollars américains. Le coût de 12,3 milliards pour le premier navire prévu à cette date, en hausse de 18 % en quatre ans, inclut 3,7 milliards pour la recherche et développement.
Il était prévu en 2009 une première livraison en 2015 puis l'entrée en service d'un navire tous les cinq ans mais le programme a pris plusieurs années de retard.
Ils pourront embarquer une escadre aérienne d'au moins soixante avions et 10 à 12 drones (à la fin des années 2000, on prévoyait des drones de combat dans le cadre du Unmanned Carrier-Launched Airborne Surveillance and Strike mais le programme a changé en 2016 et leur rôle dans les années 2020 sera le ravitaillement en vol et la surveillance).
Les principales innovations techniques prévues sur ces porte-avions concernent la propulsion nucléaire navale. De nouvelles chaufferies, plus puissantes, seront conçues pour durer trente ans, ce qui évitera les périodes de rechargement des cœurs, longues périodes où les navires sont immobilisés. Alors que l'installation de catapultes électromagnétiques (système EMALS : Electromagnetic Aircraft Launch System dont la puissance est assuré par 12 générateurs pouvant délivrer jusqu’à 60 mégajoules d’électricité, et 60 mégawatts maximum pendant 3 secondes) est prévue, les CVN 21 devraient faire l'objet d'une importante automatisation des systèmes, afin de réduire leur équipage.
Le nombre d'avions régulièrement lancés, ou le taux de sortie, sera de 160 par jour sur les Ford au lieu de 120 par jour aujourd'hui sur la classe Nimitz.
Ils disposent d'un blindage électromagnétique surnommé DAPS (Dynamic Armor Protection System). Le principe est de munir un navire d’un blindage creux dans lequel circule une énorme charge électromagnétique. Le jet de plasma issu de l’impact d’un projectile à charge creuse perçant la paroi externe du blindage est alors neutralisé par le champ électromagnétique, garantissant ainsi l’intégrité de la paroi intérieure du blindage. Le DARPA a lancé ce programme en 2003. Plus anecdotique, ils utilisent un incinérateur à plasma et un bulbe d'étrave.
Selon une estimation de 2012, chaque navire de la classe Ford coûtera en tout 27 milliards de dollars pour sa construction ainsi que son exploitation et son entretien pendant 50 ans, 5 milliards de dollars de moins que ses prédécesseurs de la classe Nimitz, même après la hausse des coûts. Cette classe de navires sera là « 94 ans » selon le contre-amiral Thomas Moore, qui dirige les programmes de porte-avions de la Marine.
La moitié des économies proviendra de modifications de conception et de la technologie qui permettront de réduire le nombre de marins nécessaires. Les porte-avions Ford pourront accueillir 4 660 personnes, en baisse par rapport au 5 922 des Nimitz. La Marine tente de réduire les heures de travail de 53 millions sur le premier navire à 40 millions ou moins pour le troisième.
En 2015, on indique que le coût de ces navires a encore augmenté et que ces composants innovants sont sujets à des problèmes techniques avec des taux d'échecs largement supérieurs aux prévisions.
Début 2018, l'US Navy envisage un total de 12 Ford commandés d'ici la fin des années 2030. En octobre 2018, un plan de construction prévoit une commande de 7 navires d'ici 2048 pour un budget global de 85 milliards de dollars et un coût unitaire entre 12 et 13 milliards de dollars.

## Bâtiments
- USS Gerald R. Ford (CVN-78), (livré à l'US Navy en juillet 2017), destiné à remplacer l'USS Enterprise (CVN-65)[13],[14].
- USS John F. Kennedy (CVN-79), (prévisions en mars 2015 : 2022 au lieu de 2020)[15], baptisé le 7 décembre 2019[16], destiné à remplacer l'USS Nimitz (CVN-68).
- USS Enterprise (CVN-80), (prévisions en 2019 : 2028[17] au lieu de 2025)[18], destiné à remplacer l'USS Dwight D. Eisenhower (CVN-69).
- USS Doris Miller (CVN-81), (prévisions en 2019, mise en service en 2032[19]), destiné à remplacer l'USS Carl Vinson (CVN-70).
- USS William J. Clinton (CVN-82), (nommé ainsi que le CVN-83 le 13 janvier 2025)[20]
- USS George W. Bush (CVN-83), (nommé ainsi que le CVN-82 le 13 janvier 2025)[20]